# It's Good News Week
"It's Good News Week" is een nummer van de Britse band Hedgehoppers Anonymous. In 1965 werd het uitgebracht als single.

## Achtergrond
"It's Good News Week" is geschreven en geproduceerd door Jonathan King. Het is een protestlied dat commentaar geeft op de obsessie die de media met slecht nieuws heeft. Er werden twee verschillende versies van het nummer opgenomen. In de oorspronkelijke opname zat de tekstregel "lots of blood in Asia now, they butchered off the sacred cow, they've got a lot to eat" verwerkt, maar op aandringen van de platenmaatschappij werd deze veranderd in "families shake the need for gold by stimulating birth control, we're wanting less to eat". De eerste versie verscheen in de Verenigde Staten als single, terwijl de tweede versie in het Verenigd Koninkrijk werd uitgebracht.
"It's Good News Week" werd de grootste hit van Hedgehoppers Anonymous. Het bereikte de vijfde plaats in de Britse UK Singles Chart en kwam tot plaats 48 in de Amerikaanse Billboard Hot 100. Daarnaast kwam het ook tot de achtste positie in de Australische hitlijsten. In Nederland deed het niets in de hitlijsten, maar kwam het wel eenmaal in de NPO Radio 2 Top 2000 terecht. In Australië werd het tussen 1996 en 2012 gebruikt als het themalied voor het satirische nieuwsprogramma Good News Week, terwijl het in het Verenigd Koninkrijk in 2005 dienst deed als het themalied van de comedyserie Dead Man Weds.

## NPO Radio 2 Top 2000
It's Good News Week stond alleen in 2000 in de NPO Radio 2 Top 2000, op plek 1612.